# Clément Ignace Mansourati
Clément Ignace Mansourati (* 27. Dezember 1917 in Mardin, Osmanisches Reich; † 11. August 1982) war ein türkischer Geistlicher und Weihbischof im syrisch-katholischen Patriarchat von Antiochia.

## Leben
Clément Ignace Mansourati empfing am 28. Januar 1940 das Sakrament der Priesterweihe.
Die Synode der Bischöfe der syrisch-katholischen Kirche wählte ihn am 1. Mai 1963 zum Weihbischof im syrisch-katholischen Patriarchat von Antiochia. Diese Wahl bestätigte Papst Paul VI. am 6. Juli 1963 und ernannte ihn zum Titularerzbischof von Apamea in Syria dei Siri. Der syrisch-katholische Patriarch von Alexandria, Ignatius Gabriel I. Kardinal Tappouni, spendete ihm am 15. August desselben Jahres die Bischofsweihe; Mitkonsekratoren waren der syrisch-katholische Erzbischof von Bagdad, Athanase Jean Daniel Bakose, und der Weihbischof im syrisch-katholischen Patriarchat von Antiochia, Grégoire Ephrem Jarjour.
Clément Ignace Mansourati nahm an der zweiten, dritten und vierten Sitzungsperiode des Zweiten Vatikanischen Konzils teil. Von 1972 bis 1977 war Mansourati zudem Vizepräsident der Päpstlichen Kommission für die Überarbeitung des Orientalischen Kodex des Kanonischen Rechtes.